# 沙拉罗讷河畔圣艾蒂安
沙拉羅訥河畔圣艾蒂安（法語：Saint-Étienne-sur-Chalaronne，法語發音：[sɛ̃.t‿etjɛn syʁ ʃalaʁɔn]）是法国东部安省的一个市镇，属于布雷斯地区布尔格区。

## 地理
沙拉罗讷河畔圣艾蒂安（46°8'49"N, 4°52'1"E）面积20.99 平方千米，位于法国奥弗涅-罗讷-阿尔卑斯大区安省，该省份为法国东部省份，北起汝拉省，西北接索恩-卢瓦尔省，西接罗讷省和里昂大都会，南至伊泽尔省，东与萨瓦省、上萨瓦省和瑞士接壤。
与沙拉罗讷河畔圣艾蒂安接壤的市镇（或旧市镇、城区）包括：拉贝热芒-克莱芒西亚、巴南、沙拉罗讷河畔栋皮埃尔、伊利亚、莫涅南、索恩河畔佩济约、沙拉罗讷河畔圣迪迪耶、瓦兰。

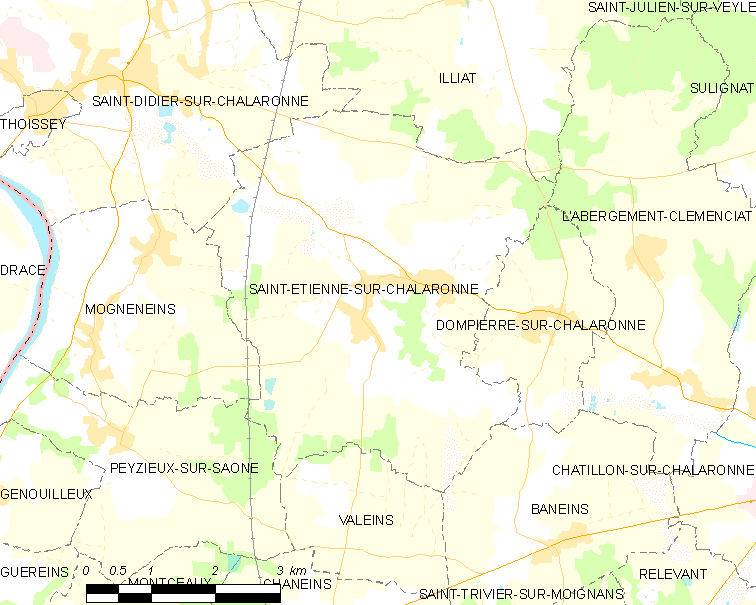
沙拉罗讷河畔圣艾蒂安的OSM定位图

沙拉罗讷河畔圣艾蒂安的时区为UTC+01:00、UTC+02:00（夏令时）。

## 行政
沙拉罗讷河畔圣艾蒂安的邮政编码为01140，INSEE市镇编码为01351。

## 政治
沙拉罗讷河畔圣艾蒂安所属的省级选区为沙拉罗讷河畔沙蒂永县。

## 人口

1962-2008年间沙拉罗讷河畔圣艾蒂安人口变化图示

沙拉罗讷河畔圣艾蒂安于2022年1月1日时的人口数量为1625人。